# Луковичные поля
«Луковичные поля», также известные как «Цветники в Голландии», — картина Винсента Ван Гога, написанная маслом в 1883 году .

## История
«Луковичные поля» стали первой картиной, на которой Ван Гог изобразил сад. Прямоугольные участки синих, желтых, розовых и красных гиацинтов показывают его интерес к перспективе. Низкая точка обзора создаёт панорамный вид на поле красочных цветов. Картина была написана во второй половине года в Гааге